# Brücke bei Kemer
Die Brücke bei Kemer war eine römische Brücke über den Fluss Xanthos (den heutigen Eşen Çayı) in Lykien in der heutigen Südwesttürkei. Die Reste des Bauwerks befinden sich 4 km flussaufwärts vom Dorf Kemer an einer Stelle, wo das kiesbedeckte Flusstal des Xanthos eine Breite von 500 m erreicht. Von dem Bauwerk steht nur noch ein 29 m langes und 4,5 m breites Teilstück, das sich auf dem rechten Flussufer außerhalb der Überschwemmungszone befindet und als Auffahrt für die eigentliche Flussbrücke gedient hat (Stand 1978). Baugeschichtlich ist die Brücke trotz weitgehender Zerstörung durch ihre Segmentbögen und Hohlkammern von Bedeutung.

## Konstruktion
Am Brückenrest lassen sich noch einige für die Zeit ungewöhnliche bautechnische Merkmale erkennen. Die erhaltene Rampe besitzt drei Bögen mit einer Spannweite von 4 bis 4,45 m, wobei zwei der Bögen mit einer Scheitelhöhe von nur einem Meter ein ausgesprochen flaches Profil besitzen. Solche Segmentbögen sind nur von einer begrenzten Anzahl römischer Brücken bekannt und fanden erst im spätmittelalterlichen Brückenbau mit der Ponte Vecchio allgemeine Anwendung. Der dritte Bogen weist hingegen die klassisch römische Halbkreisform auf, bei der das Verhältnis von Spannweite zu Scheitelhöhe 2 zu 1 beträgt.
Die Brückenbögen wurden mit lokal geschlagenen Kalksteinblöcken und einer Mörtelverbindung aufgemauert, während der Brückenkörper aus Gussmörtelmauerwerk mit Bruchsteinen besteht, das mittlerweile an vielen Stellen der stark angegriffenen Außenverkleidung freiliegt. Der Mörtel besteht aus hartem Kalk mit Feinkies versetzt. Die Pflasterung der Fahrbahn ist gänzlich verschwunden; das gleichmäßige Gefälle der Brückenrampe lässt aber immerhin darauf schließen, dass das antike Pflaster der heutigen Oberfläche direkt auflag.
Eine weitere konstruktive Besonderheit der Kemerbrücke neben ihrer Bogenkonstruktion stellt die Hohlkammer über dem Joch des dritten Bogens dar. Hier war der 2 m hohe Brückenkörper zwischen Bogenscheitelpunkt und Fahrbahn nicht massiv gemauert, sondern in seinem Inneren ein gewölbter Hohlraum von 3,5 m Länge, 3,2 m Breite und 1,5 m Höhe ausgespart. Zweck der Hohlraumkonstruktion war es, das auf dem Bogen lastende Gewicht zu reduzieren und Baumaterial einzusparen. Eine zweite, kleinere Innenkammer war daneben im Oberbereich des dritten Pfeilers platziert. Ähnliche Hohlkammersysteme konnten an mindestens drei weiteren Römerbrücken in Kleinasien nachgewiesen werden (bei der Makestosbrücke, der Weißen Brücke und insbesondere der Aiseposbrücke).
Kreisrunde Kanäle mit einem Durchmesser von etwa 26 cm, die die Brücke der Länge und der Breite nach durchziehen, werden als Hohlformen von Rundhölzern der römischen Bau- und Lehrgerüste interpretiert. Der vierte Pfeiler, der dem Flussbett am nächsten liegt, besitzt ein kleines Brückenauge, das als Wasserdurchlass fungierte. Obgleich die stehengebliebene Brückenrampe keinen Rückschluss auf Art und Anzahl der Bogenöffnungen der eigentlichen Brücke über den Fluss erlaubt, muss die antike Konstruktion angesichts 500 m Flussbettbreite und einer heutigen Höhe von etwa 8 m über dem angeschwemmten Schutt ein recht eindrucksvolles Ingenieursbauwerk gewesen sein.
Ein Beispiel für eine erhaltene Segmentbogenbrücke in Lykien stellt die 28-bögige Brücke bei Limyra dar, die ebenfalls von Wolfgang Wurster und Joachim Ganzert untersucht wurde.

## Datierung
Einen möglichen Ansatzpunkt für die Datierung der Kemer-Brücke bietet die Existenz einer römischen Straßenverbindung, die für Anfang des 3. Jahrhunderts n. Chr. in der Gegend belegt ist. Demnach könnte die Brücke Teil eines aus Osten kommenden Weges von Kadyanda (Üzümlü) gewesen sein, der oberhalb der Brücke in das Xanthostal hinabführte. Womöglich stand die Kemerbrücke auch mit dem Passweg nach Oinoanda in Verbindung.

## Galerie

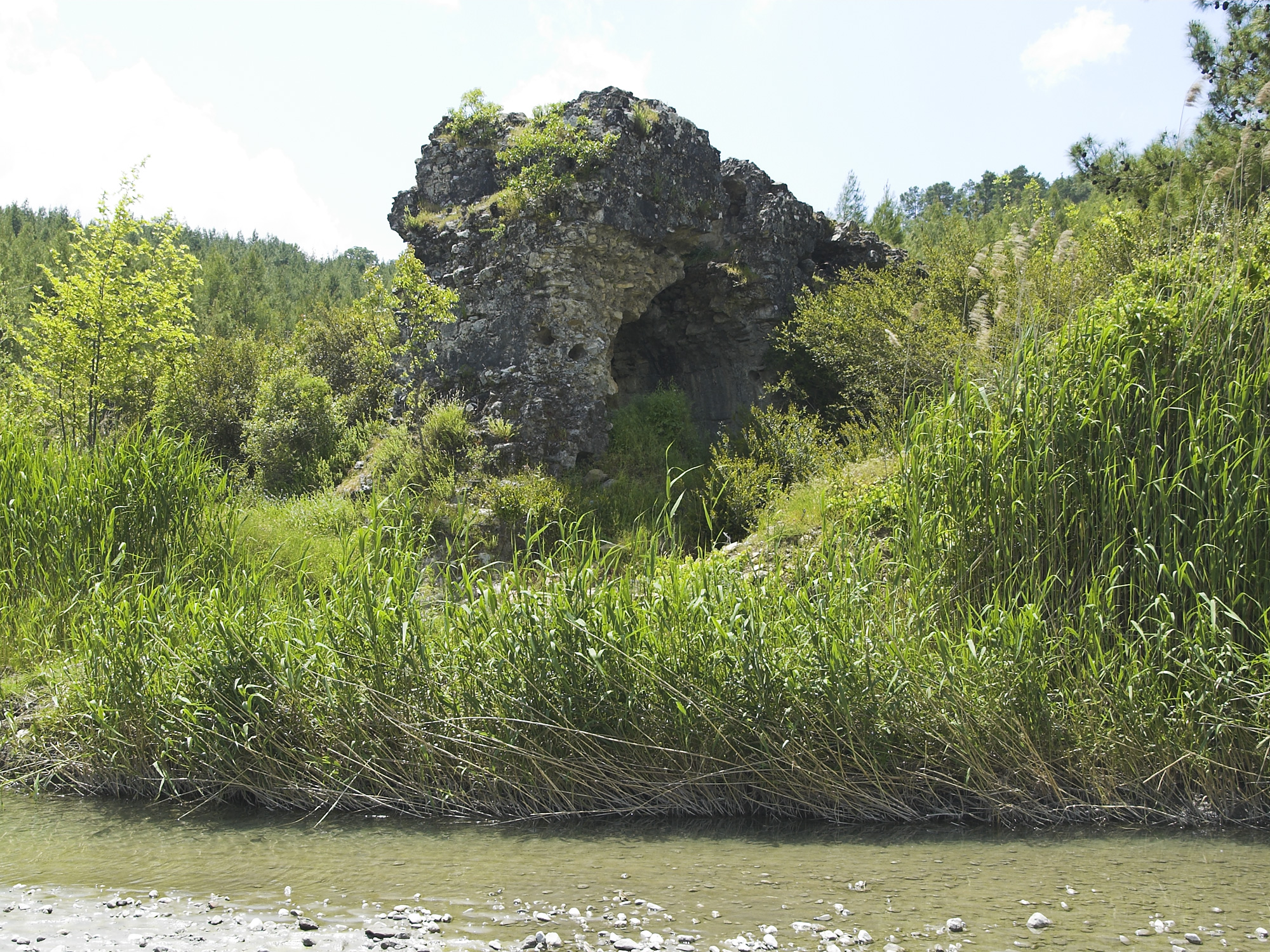
Brückenstumpf vom Fluss aus gesehen
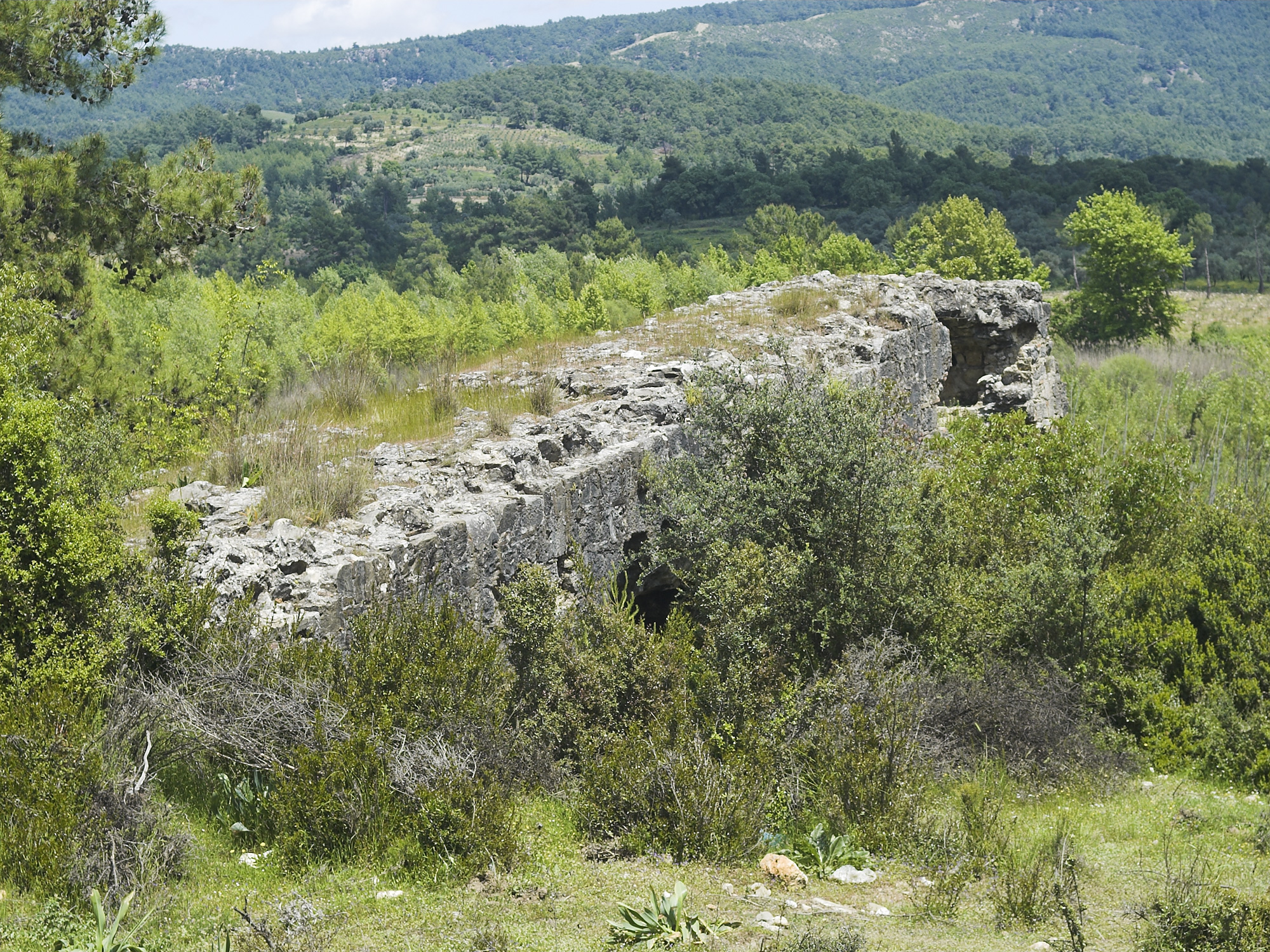
Blick von Westen
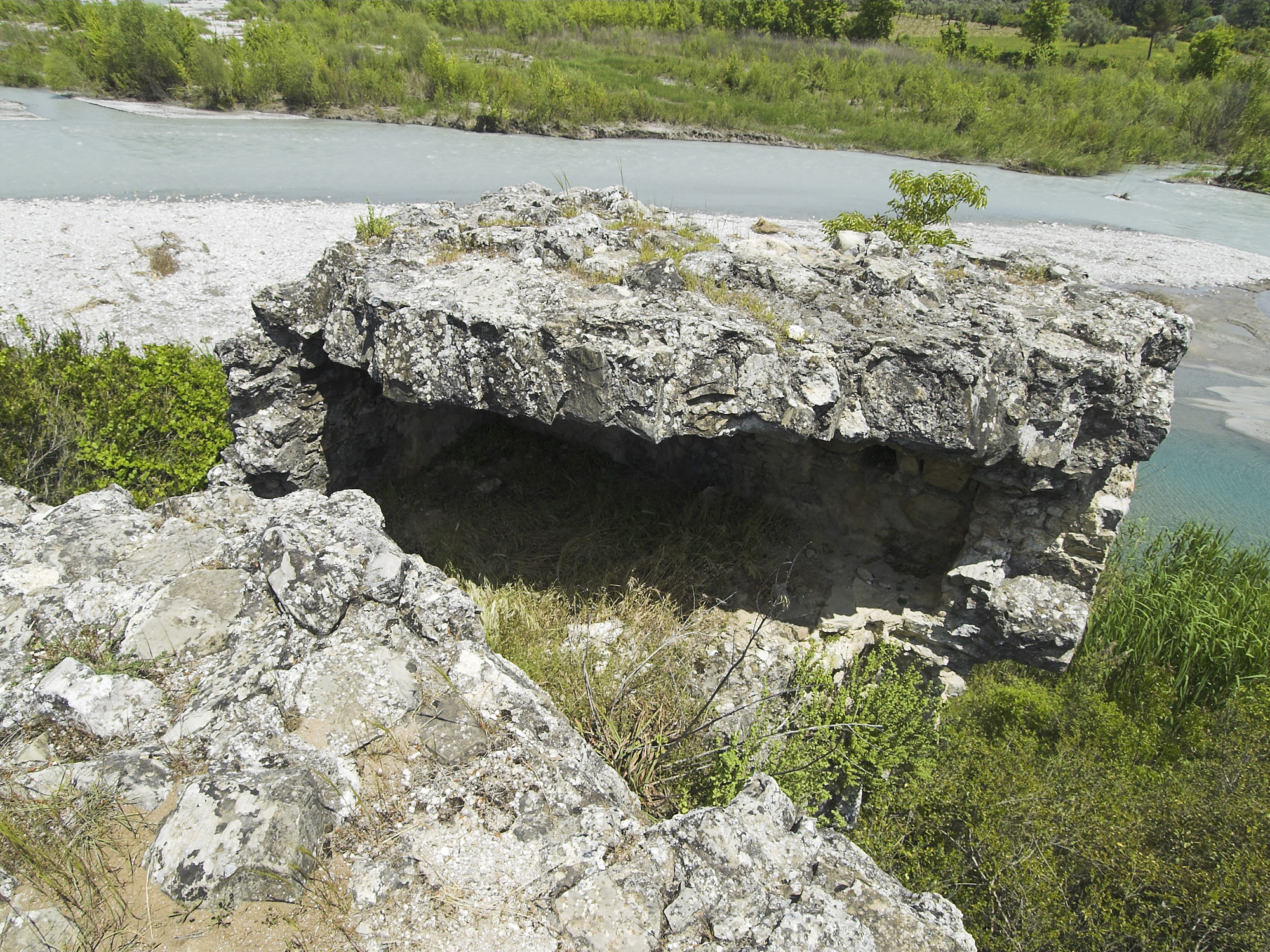
Hohlkammer unterhalb der Fahrbahn
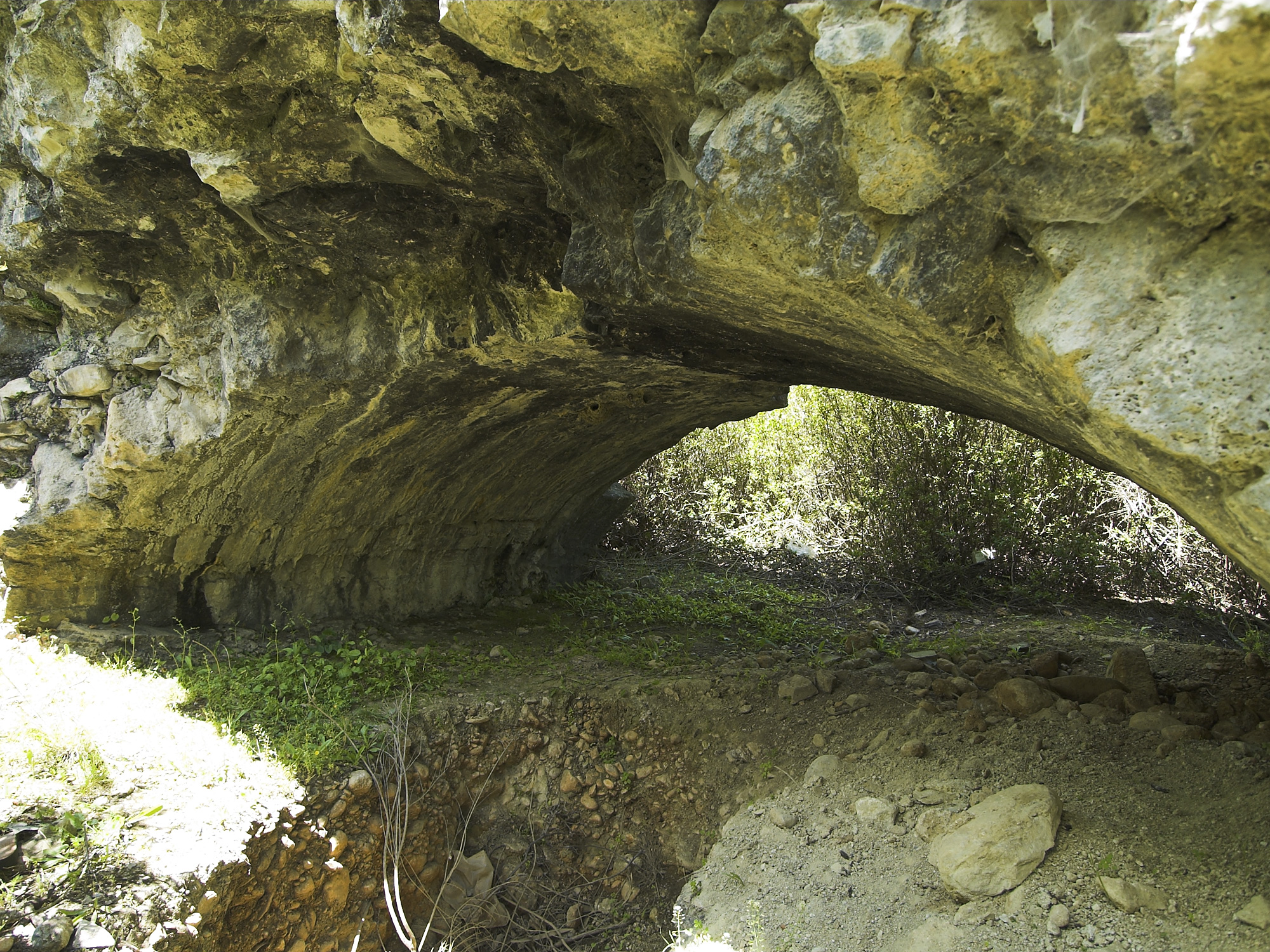
Zweiter Segmentbogen